# Фиде
Фидето представлява сухи тестени пръчици, макаронно изделие или паста, понякога навити на топка, които се използват в приготвянето на супи.
Има различни имена на различни езици, като фидето варира и по форма и състав. В Италия е известно като vermicelli и представлява суха твърда пшенична паста във формата на нишки.
В България обичайно се приготвя със захар, със сирене или и с двете заедно.

## Етимология
Vermicelli от итал. се превeжда като „червейчета“.
Фиде (на испански: Fideo) е испанската дума за юфка. Докато в други испаноезични страни фидето може да се отнася до много видове тестени изделия, в Испания думата е запазена за краткото разнообразие от вермицели (Vermicelli – традиционен вид кръг от тестени изделия в раздел, подобен на спагети).

## Описание
Фидето е макаронено изделие, на тънки плътни нишки, с кръгло сечение, с по-голям диаметър от спагетите, от 0,5 до 1,5 мм. Предлага се на прави пръчици или на сарми.

## Произход
В Италия фидето е известно с термина vermicelli, който присъства в някои еврейски текстове, датиращи от 11 век (vermishelsh), което следователно се дължи на италиански произход заради имплицитното им значение. Появява се по-късно в Liber de Coquina като uermiculi – книга с рецепти, съставена от неизвестен автор на неаполитанската област между 13 и 14 век.

## Ястия с фиде
В Испания ястието Fideuà се приготвя с морски дарове, първоначално от брега на Валенсия, което е подобно на паеля и още повече на arndò banda, но с фиде вместо ориз. Неговите основни съставки са макароненото фиде, риба (морски риби, морски птици, сепия) и миди (Squilla mantis, скариди, раци). Подправя се главно с лимон.
- Fideuà
- Пилешка супа с фиде, пиле, авокадо и царевица
- Китайско фиде (Chinese noodles)
- Китайско фиде с гъби и праз
- Зелено фиде с черен дроб, Испания
- Червено фиде с huancaina – перуанско предястие от варени жълти картофи в пикантен, кремообразен сос